# Liste der Kulturdenkmale in Grünsfeld

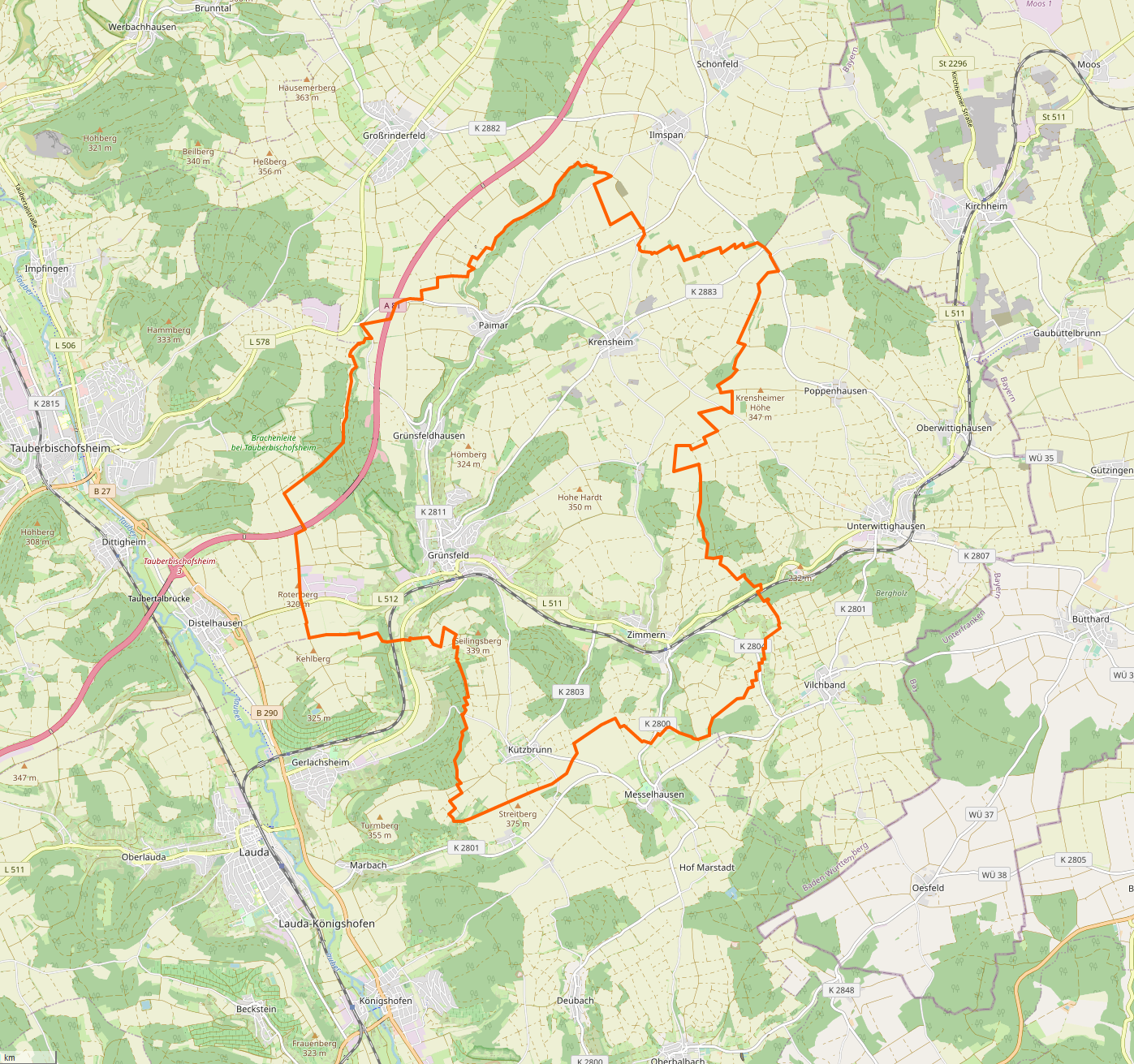
Gemarkung und Lage der Stadt Grünsfeld

In der Liste der Kulturdenkmale in Grünsfeld sind unbewegliche Bau- und Kunstdenkmale von Grünsfeld und seinen Stadtteilen aufgeführt. Grundlage für diese Liste ist die vom Regierungspräsidium Stuttgart herausgegebene Liste der Bau- und Kunstdenkmale mit Stand vom 26. Januar 2012. Der Artikel ist Teil der übergeordneten Liste der Kulturdenkmale im Main-Tauber-Kreis. Diese Liste ist nicht rechtsverbindlich. Eine rechtsverbindliche Auskunft ist lediglich auf Anfrage bei der Unteren Denkmalschutzbehörde der Stadt Grünsfeld erhältlich.
Kleindenkmale wie beispielsweise Bildstöcke, Statuen und Wegkreuze blieben im Stadtgebiet zahlreich erhalten. Der Grund liegt in der seit dem Mittelalter durchgehend landwirtschaftlichen Struktur. Es kam in der Neuzeit zu keiner Verdichtung von Siedlung und Industrie wie in den Ballungsgebieten, so dass diese Kulturdenkmale im Freiland weitgehend erhalten blieben.

## Allgemein
- Bild: Zeigt ein ausgewähltes Bild aus Commons, „Weitere Bilder“ verweist auf die Bilder im Medienarchiv Wikimedia Commons.
- Bezeichnung: Nennt den Namen, die Bezeichnung oder die Art des Kulturdenkmals.
- Lage: Straßenname und Hausnummer oder Flurstücknummer des Kulturdenkmals, gegebenenfalls auch den Ortsteil. Die Grundsortierung der Liste erfolgt nach dieser Adresse. Der Link (Karte) führt zu verschiedenen Kartendiensten mit der Position des Kulturdenkmals. Fehlt dieser Link, wurden die Koordinaten noch nicht eingetragen. Sind diese bekannt, können sie über ein Tool mit einer Kartenansicht einfach nachgetragen werden. In dieser Kartenansicht sind Kulturdenkmale ohne Koordinaten mit einem roten bzw. orangen Marker dargestellt und können durch Verschieben auf die richtige Position in der Karte mit Koordinaten versehen werden. Kulturdenkmale ohne Bild sind an einem blauen bzw. roten Marker erkennbar.
- Datierung: Baubeginn, Fertigstellung, Datum der Erstnennung oder grobe zeitliche Einordnung entsprechend des Eintrags in der zuständigen Denkmaldatenbank (Landesamt für Denkmalpflege Baden-Württemberg).
- Beschreibung: Kurzcharakteristik des Kulturdenkmals.

## Bau-, Kunst- und Kulturdenkmale im Stadtbezirk Grünsfeld

### Grünsfeld (Kernstadt)
Bau-, Kunst- und Kulturdenkmale in Grünsfeld mit der Kernstadt Grünsfeld (⊙), dem Weiler Hof Uhlberg (⊙) und den Wohnplätze Am Fessertal (⊙), Industriepark ob der Tauber (Waltersberg) (⊙), Riedmühle (⊙), Rötensteinstraße (⊙) und Wendels (Englerts)-mühle (früher Neumühle) (⊙):

#### Grünsfeld

##### A
| Bild | Bezeichnung                             | Lage                         | Datierung     | Beschreibung | ID |
| ---- | --------------------------------------- | ---------------------------- | ------------- | --- | -- |
|      | Hofanlage, Wohnhaus und Zierfachwerkbau | Abt-Wundert-Straße 4 (Karte) | 1691 und 1707 | Hofanlage; Wohnhaus, Zierfachwerkbau, 1691 bez. mit rundbogiger fränkischer Hofeinfahrt mit Wappenkeilstein, 1707 bez., und Scheune, bez |    |
|      | Gewölbte Steinbrücke                    | Am Breiten Steg (Karte)      | 1717          | Gewölbte Steinbrücke, wohl 1717 |    |

##### B
| Bild           | Bezeichnung | Lage                      | Datierung                 | Beschreibung | ID |
| -------------- | ----------- | ------------------------- | ------------------------- | --- | -- |
| Weitere Bilder | Bahnhof     | Bahnhofsweg 4 (Karte)     | 1865                      | Bahnhof an der badischen Eisenbahnlinie Lauda-Würzburg. Empfangsgebäude, zweiflügeliger, zweigeschossiger Massivbau in Muschelkalk mit Rotsandsteingliederungen, Satteldach, 1865 bez. Nördlich davon Nebengebäude |    |
|                | Wohnhaus    | Bauerngasse 1, 1a (Karte) | 1700                      | Wohnhaus eines ehemaligen Dreiseitgehöfts, am Kellerbogen bez. 1700 |    |
|                | Bildstock   | Besselberger Weg (Karte)  |                           | Bildstock mit Hl. Wandel, 18./19. Jahrhundert |    |
|                | Bildstock   | Brückle (Karte)           | 2. Hälfte 19. Jahrhundert | Bildstock mit Marienkrönung, 2. Hälfte 19. Jahrhundert | BW |

##### G
| Bild | Bezeichnung  | Lage                                                           | Datierung  | Beschreibung | ID |
| ---- | ------------ | -------------------------------------------------------------- | ---------- | --- | -- |
|      | Wegkreuz     | Gemarkungsgrenze, L 512 (bei) (Distelhausen–Grünsfeld) (Karte) |            | Wegkreuz an einem Wirtschaftsweg, direkt neben einer Brücke über die L 512 in Richtung Distelhausen. Das Wegkreuz befindet sich an der Gemarkungsgrenze von Grünsfeld und Tauberbischofsheim-Distelhausen. |    |
|      | Wohnhaus     | Gerlachsheimer Straße 1, 3 (Karte)                             | um 1900/10 | Wohnhaus. Ortsbildprägender Zierfachwerkbau mit Halbwalm, Zwerchhäuser mit Schwebegiebel, um 1900/10 |    |
|      | Wendelsmühle | Grünbachstraße 37 (Karte)                                      | 1815       | Wendelsmühle. Freistehender Putzbau mit Mansard-Halbwalmdach, Gesimsbänder und Zahnfries. Reiches Schmuckportal ehemals mit Oberlicht, 1815 bez.                                                           |    |

##### H
| Bild | Bezeichnung                                                                            | Lage                                                                            | Datierung               | Beschreibung | ID |
| ---- | -------------------------------------------------------------------------------------- | ------------------------------------------------------------------------------- | ----------------------- | --- | -- |
|      | Bildstock                                                                              | Hauptstraße (Karte)                                                             | 15./16. Jahrhundert     | Kreuzigungsbildstock, 15./16. Jahrhundert |    |
|      | Kruzifix                                                                               | Hauptstraße (am Friedhof) (Karte)                                               | wohl 18. Jahrhundert    | Kruzifix, 1722 bez., Kreuzschlepper, wohl 18. Jahrhundert |    |
|      | Ehemalige Wohnhäuser                                                                   | Hauptstraße 7, 9 (Karte)                                                        | vor 1500                | Ehemalige Wohnhäuser. Erdgeschoss-Neubau von 1985 an modifiziertem Standort mit Wiederaufbau des spätgotischen Fachwerks (vor 1500) im Obergeschoss und Dachgeschoss |    |
|      | Wohnhaus                                                                               | Hauptstraße 10 (Karte)                                                          | 1742                    | Wohnhaus. Verputzter Fachwerkbau mit Krüppelwalm, Eckkonsole und rundem Kellerbogen. Zugemauerter Garteneingang, Keilstein mit Hahnenrelief, 1742 bez. |    |
|      | Rathaus                                                                                | Hauptstraße 12 (Karte)                                                          | 1579                    | Rathaus. Reicher Zierfachwerkbau von 1579 mit älteren Teilen. |    |
|      | Katholische Pfarrkirche St. Peter und Paul                                             | Hauptstraße 18 (Karte)                                                          | 1659                    | Katholische Pfarrkirche St. Peter und Paul mit gotischem Chor und barockem Langhaus. Hauptportal, 1659 bez. (dazugehörige Ausstattung in und am Erweiterungsbau). |    |
|      | Kriegerdenkmal in Kapelle                                                              | Hauptstraße 18 (bei)                                                            |                         | Kriegerdenkmal Erster und Zweiter Weltkrieg. In einer an die Kirche St. Peter und Paul angebauten Kapelle befindet sich in der Mitte ein Totenschrein, dahinter drei Frauen und ein Kind als Steinskulpturen. Links an der Wand zwei Steintafeln (1. WK), Rechts eine Bildertafel (2. WK). |    |
|      | Deportations-Mahnmal                                                                   | Hauptstraße 18 (bei)                                                            |                         | Mahnmal Deportation 1940. Das Denkmal für die deportierten jüdischen Mitbürgerinnen und Mitbürger befindet sich im Ortszentrum vor dem Friedhof, zwischen Kirche und Schule. (Details, siehe Tafelinschriften).                                                                            |    |
|      | Kriegerdenkmal                                                                         | Hauptstraße 18 (bei)                                                            |                         | Kriegerdenkmal. Sammelgrab. Grabstein auf dem Friedhof der Stadt Grünsfeld. Er steht direkt an der alten Stadtmauer, die den Friedhof vom Gelände der daneben liegenden Kirche St. Peter und Paul trennt. Hier ruhen deutsche Soldaten, die am 1. April 1945 in der Gemeinde fielen.       |    |
|      | Bildstock                                                                              | Hauptstraße 18 (bei) (Karte)                                                    | 1496                    | Ampelbildstock, 1496 bez. |    |
|      | Bildstock                                                                              | Hauptstraße 18 (bei) (Karte)                                                    | 17./18. Jahrhundert     | Bildstock mit Maria und Jesuskind, 17./18. Jahrhundert |    |
|      | Stadtmauer, Stadtbefestigung, Schlosssubstruktionen mit Stadtmauerresten und Stadtturm | Hauptstraße 18 (bei), Leuchtenbergstraße, Schloßstraße, Stadtbrunnenweg (Karte) |                         | Stadtmauer, Stadtbefestigung, Schlosssubstruktionen mit Stadtmauerresten und Stadtturm, mittelalterlich |    |
|      | Ehemaliges Kaufhaus                                                                    | Hauptstraße 19 (Karte)                                                          |                         | Ehemaliges Kaufhaus, danach Post- und Schulgebäude; spätklassizistischer Bau der Gründerzeit mit Natursteinfassade |    |
|      | Gewölbekeller                                                                          | Hauptstraße 21 (Karte)                                                          | um 1400/16. Jahrhundert | Gewölbekeller mit Mikwe, um 1400/16. Jahrhundert |    |
|      | Wohnhaus                                                                               | Hauptstraße 31 (Karte)                                                          | Anfang 19. Jahrhundert  | Wohnhaus. Massivbau in Ecklage mit Krüppelwalm, gerahmte Fenster und Tür mit Keilsteinen, runder Kellerbogen. Immaculata-Relief mit französischer Inschrift. Anfang 19. Jahrhundert |    |
|      | Prozessionsaltar                                                                       | Hauptstraße 39 (bei) (Karte)                                                    | 1627                    | Prozessionsaltar, 1627 bez. mit Kreuzigungsgruppenrelief, 1453 bez. und Ölberggruppe, wohl 1627. |    |
|      | Marienhaus, heute Kindergarten                                                         | Hauptstraße 41 (Karte)                                                          | 1901                    | Marienhaus. Massivbau mit Mittelrisalit, Schwebegiebel und Madonnennische. 1901 bez. |    |
|      | Kruzifix                                                                               | Hauptstraße 44 (bei) (Karte)                                                    | 1885                    | Kruzifix, 1885 bez. |    |
|      | Bildstock                                                                              | Hermann-Löns-Weg 16 (gegenüber) (Karte)                                         | 1716                    | Bildstock mit Geißelung Christi, 1716 bez. |    |

##### K
| Bild | Bezeichnung   | Lage                                         | Datierung | Beschreibung                                                | ID |
| ---- | ------------- | -------------------------------------------- | --------- | ----------------------------------------------------------- | -- |
|      | Missionskreuz | Klinge (Karte)                               | 1852      | Missionskreuz mit vergoldetem Corpus Christi, 1852 bez.     |    |
|      | Bildstock     | Krensheimer Straße, Ecke Hauptstraße (Karte) | 1637      | Bildstock mit Kreuzigungsgruppe und Stifterelief, 1637 bez. |    |
|      | Bildstock     | Krensheimer Straße (Karte)                   | 1702      | Bildstock mit Hl. Wandel, 1702 bez                          |    |
|      | Nischengruppe | Krensheimer Straße 1 (am Wohnhaus) (Karte)   | um 1900   | Nischengruppe mit Hl. Familie/Wandel, um 1900               |    |

##### L
| Bild | Bezeichnung      | Lage                                         | Datierung           | Beschreibung                                                                         | ID |
| ---- | ---------------- | -------------------------------------------- | ------------------- | ------------------------------------------------------------------------------------ | -- |
|      | Kruzifix         | L 512 (an)                                   | 1821                | Kruzifix, 1821 bez.                                                                  |    |
|      | Bildstockgehäuse | L 512 (an) (Karte)                           | um 1700             | Bildstockgehäuse, um 1700                                                            |    |
|      | Bildstock        | Laistraße, Zehntstraße (Karte)               | 17./18: Jahrhundert | Bildstock mit Weltgericht, 17./18: Jahrhundert                                       |    |
|      | Prozessionsaltar | Lange Gasse, Ecke Steinbachstraße (Karte)    | 1698                | Prozessionsaltar mit Eucharistie, 1698 bez.                                          |    |
|      | Wohnhaus         | Lange Gasse 14, 16 (Karte)                   | 16./17. Jahrhundert | Wohnhaus. Verputzter Fachwerkbau mit profilierten Schwellen. 16./17. Jahrhundert     |    |
|      | Bildstock        | Lange Gasse 31 (bei) (Karte)                 | 1646                | Bildstock mit Pietà im Ohrmuschelstil, 1646 bez.                                     |    |
|      | Bildstock        | Leuchtenbergstraße                           | 1739                | Bildstock mit Walldürner Blutbild, 1739 bez.                                         |    |
|      | Bildstockgehäuse | Leuchtenbergstraße, Ecke Schorrenweg (Karte) | 1600                | Bildstockgehäuse, 1600 bez.                                                          |    |
|      | Bildstock        | Leuchtenbergstraße 23 (gegenüber) (Karte)    | 1762                | Bildstock, kreuztragender Christus, Reliefaufsatz über Säule, Muschelkalk, 1762 bez. |    |

##### P
| Bild | Bezeichnung     | Lage                               | Datierung | Beschreibung                                                       | ID |
| ---- | --------------- | ---------------------------------- | --------- | ------------------------------------------------------------------ | -- |
|      | Geohrtes Portal | Pfarrgasse 7 (am Wohnhaus) (Karte) | 1793      | Geohrtes Portal, 1735 bez., und fränkischer Hoftorbogen, 1793 bez. |    |

##### R
| Bild | Bezeichnung      | Lage                                        | Datierung       | Beschreibung                                                         | ID |
| ---- | ---------------- | ------------------------------------------- | --------------- | -------------------------------------------------------------------- | -- |
|      | Wohnhaus         | Rieneckstraße 9 (Karte)                     | 16. Jahrhundert | Wohnhaus. Putzbau mit profiliertem Spitzbogenportal, 16. Jahrhundert |    |
|      | Prozessionsaltar | Ringstraße, Ecke Leuchtenbergstraße (Karte) | 1704            | Prozessionsaltar mit Eucharistie, 1704 bez.                          |    |
|      | Prozessionsaltar | Ringstraße (Karte)                          | 1698            | Prozessionsaltar mit Eucharistie, 1698 bez.                          |    |
|      | Bildstock        | Rötensteinstraße (Karte)                    |                 | Bildstock                                                            | BW |
|      | Bildstockgehäuse | Rötensteinstraße (Karte)                    | 1623            | Bildstockgehäuse, 1623 bez.                                          |    |

##### S
| Bild           | Bezeichnung             | Lage                                   | Datierung           | Beschreibung | ID |
| -------------- | ----------------------- | -------------------------------------- | ------------------- | --- | -- |
|                | Wohnhaus, sog. Amtshaus | Schloßstraße 7, 9 (Karte)              | 16./19. Jahrhundert | Wohnhaus (Nr. 7), 16./19. Jahrhundert und Amtshaus alias Kellereigebäude (Nr. 9). Zierfachwerkbau, 1668 bez., fränkischer Hoftorbogen mit Fratzenkopfkeilstein, 1691 bez. Beherbergt ein Museum. |    |
|                | Zehntgebäude            | Schloßstraße 15, 17, 19, 21 (Karte)    | 1482                | Zehntgebäude. Massivbau mit Treppengiebel und Krüppelwalm über großem Gewölbekeller. 1482 bez., 1631 umgebaut                                                                                    |    |
|                | Zehntscheune            | Schloßstraße 20, 22 (Karte)            | 1799                | Zehntscheune. Massivbau mit Halbwalm und segmentbogigen Toren. 1799 |    |
|                | Stadtbrunnenanlage      | Stadtbrunnenweg (Karte)                | 1704                | Stadtbrunnenanlage. Reste der Ortsmauer mit Gedenkstein an Hochwasser von 1704. |    |
| Weitere Bilder | Kreuzwegstationen       | Stationenweg (Karte)                   | 1856                | Grünsfelder Kreuzweg, Freilandkreuzweg, mit 14 Kreuzwegstationen aus rotem Sandstein. 1856 von Th. Pfeiffer.                                                                                     |    |
| Weitere Bilder | 1. Kreuzwegstation      | Stationenweg                           | 1856                | 1. Kreuzwegstation. I. Jesus wird von Pilatus verurteilt. |    |
| Weitere Bilder | 2. Kreuzwegstation      | Stationenweg                           | 1856                | 2. Kreuzwegstation. II. Jesus nimmt das schwere Kreuz auf seine Schulter. |    |
| Weitere Bilder | 3. Kreuzwegstation      | Stationenweg                           | 1856                | 3. Kreuzwegstation. III. Jesus fällt das erste Mal unter dem Kreuz. |    |
| Weitere Bilder | 4. Kreuzwegstation      | Stationenweg                           | 1856                | 4. Kreuzwegstation. IV. Jesus begegnet seiner heiligen Mutter. |    |
| Weitere Bilder | 5. Kreuzwegstation      | Stationenweg                           | 1856                | 5. Kreuzwegstation. V. Simon hilft Jesu das Kreuz tragen. |    |
| Weitere Bilder | 6. Kreuzwegstation      | Stationenweg                           | 1856                | 6. Kreuzwegstation. VI. Veronica reicht Jesus das Schweißtuch. |    |
| Weitere Bilder | 7. Kreuzwegstation      | Stationenweg                           | 1856                | 7. Kreuzwegstation. VII. Jesus fällt das zweite Mal unter dem Kreuz. |    |
| Weitere Bilder | 8. Kreuzwegstation      | Stationenweg                           | 1856                | 8. Kreuzwegstation. VIII. Jesus begegnet den weinenden Töchtern Jerusalems. |    |
| Weitere Bilder | 9. Kreuzwegstation      | Stationenweg                           | 1856                | 9. Kreuzwegstation. IX. Jesus fällt das dritte Mal unter dem Kreuz. |    |
| Weitere Bilder | 10. Kreuzwegstation     | Stationenweg                           | 1856                | 10. Kreuzwegstation. X. Jesus wird seiner Kleider entraubt. |    |
| Weitere Bilder | 11. Kreuzwegstation     | Stationenweg                           | 1856                | 11. Kreuzwegstation. XI. Jesus wird an’s Kreuz genagelt. |    |
| Weitere Bilder | 12. Kreuzwegstation     | Stationenweg                           | 1856                | 12. Kreuzwegstation. XII. Jesus stirbt am Kreuze. |    |
| Weitere Bilder | 13. Kreuzwegstation     | Stationenweg                           | 1856                | 13. Kreuzwegstation. XIII. Jesus wird vom Kreuze herabgenommen. |    |
| Weitere Bilder | 14. Kreuzwegstation     | Stationenweg                           | 1856                | 14. Kreuzwegstation. XIV. Jesus wird in’s Grab gelegt. |    |
|                | Bildstock               | Stationenweg (Karte)                   |                     | |    |
|                | Eisners Mühle           | Steinbachstraße 9 (Karte)              | 1806                | Eisners Mühle. Massivbau mit Halbwalm-Mansarddach, runder Kellerbogen. Keilstein mit halbem Rad, 1806 bez.                                                                                       |    |
|                | Kreuzgruppe             | Steinbachstraße 11 (bei) (Karte)       | 1718                | Kreuzgruppe, 1718 bez. |    |
|                | Gartenpfosten           | Steinbachstraße 11 (gegenüber) (Karte) | 1791                | Gartenpfosten mit Pinienzapfen, 1791 bez. |    |

##### T
| Bild | Bezeichnung              | Lage                                | Datierung            | Beschreibung                                   | ID |
| ---- | ------------------------ | ----------------------------------- | -------------------- | ---------------------------------------------- | -- |
|      | Skulptur                 | Taubertalstraße (Karte)             | 1943 ff.             | Skulptur Starker Heinrich, 1943ff.             |    |
|      | Echquader mit Kopfrelief | Treppengasse 1 (am Gebäude) (Karte) | wohl 16. Jahrhundert | Echquader mit Kopfrelief, wohl 16. Jahrhundert |    |

#### Hof Uhlberg
Bau-, Kunst- und Kulturdenkmale in Hof Uhlberg (⊙):

| Bild | Bezeichnung         | Lage                                  | Datierung | Beschreibung                                                                                        | ID |
| ---- | ------------------- | ------------------------------------- | --------- | --------------------------------------------------------------------------------------------------- | -- |
|      | Bildstock           | Hof Uhlberg, Flst.Nr. 0-10681 (Karte) | 1729      | Dreifaltigkeitsbildstock mit weinumrankter Säule (Hof Uhlberg)                                      |    |
|      | Bildstock           | Hof Uhlberg, Bodenäcker (Karte)       | 18. Jh.   | Pietà, 18. Jahrhundert (Hof Uhlberg)                                                                |    |
|      | Gehöft              | Hof Uhlberg 1 (Karte)                 | 1853      | Gehöft. Massivbau mit Krüppelwalm (Hof Uhlberg):                                                    |    |
|      | Steinschiebefenster | Hof Uhlberg 5 (Karte)                 | 1835      | Steinschiebefenster und Hoftorpfeiler (Hof Uhlberg):                                                |    |
|      | Kapelle             | Hof Uhlberg 9 (Karte)                 | 1886      | Marienkapelle (Hof Uhlberg). Kapelle. Quaderbau mit Dachreiter und polygonalem Abschluss, 1886 bez. |    |

### Grünsfeldhausen
Bau-, Kunst- und Kulturdenkmale in Grünsfeldhausen (⊙):
| Bild | Bezeichnung    | Lage                       | Datierung          | Beschreibung | ID |
| ---- | -------------- | -------------------------- | ------------------ | --- | -- |
|      | Steinkreuz     | Aschenfurche               | 1907               | Flurkreuz mit Korpus auf Inschriftensockel, Sandstein, 1907 bez. |    |
|      | Gebäude        | Frankenweg 6 (Karte)       | 1800               | Ehemaliges Schulhaus, heute Wohnhaus, um 1800 |    |
|      | Kriegerdenkmal | Friedhof                   |                    | Kriegerdenkmal Erster und Zweiter Weltkrieg. Auf dem Friedhof befindet sich das Kriegerdenkmal. Eine mit Steinen verkleidete Wand, in der Namenstafeln aus Stein eingefügt sind. In der Mitte eine Sterbeszene mit Jahreszahlen, sowie einer Dornenranke. |    |
|      | Sühnekreuz     | Hölzernes Bild             |                    | Sühnekreuz, mittelalterlich |    |
|      | Skulptur       | Kapellenstraße (Karte)     | 1807               | Muttergottesskulptur, 1807 bez. |    |
|      | St. Achatius   | Kapellenstraße 1 (Karte)   | 1200               | Katholische Kapelle St. Achatius. Achteckiger Zentralbau, um 1200. |    |
|      | Bildstock      | Krensheimer Steige (Karte) | 1600               | Bildstockgehäuse, 1600 bez. |    |
|      | Bildstock      | Leutlein                   | 16/17. Jahrhundert | Bildstock mit Kreuzgruppe. Im Pfeiler Kreuzrelief, 16./17. Jahrhundert |    |
|      | Statue         | Mühlenstraße (Karte)       | 1739               | Nepomuk-Statue auf Sockel mit Chronogramm, 1739 bez. |    |
|      | Gebäude        | Mühlenstraße 1 (Karte)     | 1872               | Mühlengebäude, Mühle mit Kellerhaus, am Keilstein bez. 1872 |    |

### Krensheim
Bau-, Kunst- und Kulturdenkmale in Krensheim (⊙):
| Bild           | Bezeichnung                            | Lage                                  | Datierung                 | Beschreibung | ID |
| -------------- | -------------------------------------- | ------------------------------------- | ------------------------- | --- | -- |
|                | Bildstockgehäuse                       | Am Schönfelder Weg links (Gewann)     | wohl 16. Jahrhundert      | Bildstockgehäuse (Krensheim) |    |
|                | Bildstock                              | Äußeres Kürzle (Gewann)               | 19. Jahrhundert           | Bildstock mit 14 Nothelfern (Krensheim) |    |
|                | Bildstock                              | Beim alten Brunnen 1 (gegenüber)      | 1705                      | Bildstock mit Pietà(Krensheim) |    |
|                | Kruzifix                               | Eichelsee links (gegenüber)           | 1885                      | Kruzifix (Krensheim) |    |
| Weitere Bilder | Kreuzwegstationen                      | Gereut, Wittighäuser Weg (am) (Karte) | um 1900                   | Gusseiserne Kreuzwegstationen (Krensheim). 14 Stationen umfassender Kreuzweg. |    |
| Weitere Bilder | 1. Kreuzwegstation                     | Gereut, Wittighäuser Weg (am)         | um 1900                   | 1. Kreuzwegstation. I. Jesus wird zum Tode verurteilt. |    |
| Weitere Bilder | 2. Kreuzwegstation                     | Gereut, Wittighäuser Weg (am)         | um 1900                   | 2. Kreuzwegstation. II. Jesus nimmt das Kreuz auf sich. |    |
| Weitere Bilder | 3. Kreuzwegstation                     | Gereut, Wittighäuser Weg (am)         | um 1900                   | 3. Kreuzwegstation. III. Jesus fällt zum ersten Male. |    |
| Weitere Bilder | 4. Kreuzwegstation                     | Gereut, Wittighäuser Weg (am)         | um 1900                   | 4. Kreuzwegstation. IV. Jesus begegnet seiner betrübten Mutter. |    |
| Weitere Bilder | 5. Kreuzwegstation                     | Gereut, Wittighäuser Weg (am)         | um 1900                   | 5. Kreuzwegstation. V. Sim. v. Cyrene hilft Jesu das Kreuz tragen. |    |
| Weitere Bilder | 6. Kreuzwegstation                     | Gereut, Wittighäuser Weg (am)         | um 1900                   | 6. Kreuzwegstation. VI. Veronika reicht Jesus das Schweißtuch. |    |
| Weitere Bilder | 7. Kreuzwegstation                     | Gereut, Wittighäuser Weg (am)         | um 1900                   | 7. Kreuzwegstation. VII. Jesus fällt zum zweiten Male. |    |
| Weitere Bilder | 8. Kreuzwegstation                     | Gereut, Wittighäuser Weg (am)         | um 1900                   | 8. Kreuzwegstation. VIII. Jesus reden zu den weinenden Frauen. |    |
| Weitere Bilder | 9. Kreuzwegstation                     | Gereut, Wittighäuser Weg (am)         | um 1900                   | 9. Kreuzwegstation. IX. Jesus fällt zum dritten Male. |    |
| Weitere Bilder | 10. Kreuzwegstation                    | Gereut, Wittighäuser Weg (am)         | um 1900                   | 10. Kreuzwegstation. X. Jesus wird seiner Kleider beraubt. |    |
| Weitere Bilder | 11. Kreuzwegstation                    | Gereut, Wittighäuser Weg (am)         | um 1900                   | 11. Kreuzwegstation. XI. Jesus wird ans Kreuz genagelt. |    |
| Weitere Bilder | 12. Kreuzwegstation                    | Gereut, Wittighäuser Weg (am)         | um 1900                   | 12. Kreuzwegstation. XII. Jesus stirbt am Kreuze. |    |
| Weitere Bilder | 13. Kreuzwegstation                    | Gereut, Wittighäuser Weg (am)         | um 1900                   | 13. Kreuzwegstation. XIII. Jesus wird vom Kreuze abgenommen. |    |
| Weitere Bilder | 14. Kreuzwegstation                    | Gereut, Wittighäuser Weg (am)         | um 1900                   | 14. Kreuzwegstation. XIV. Jesus wird ins Grab gelegt. |    |
|                | Kruzifix                               | Ilmspaner Weg (am) (Karte)            | 1872                      | Kruzifix (Krensheim) | BW |
|                | Ortsbildprägender Massivbau in Ecklage | Mittlere Straße 2 (Karte)             | 1904                      | Gasthof zum weißen Roß. Ortsbildprägender Massivbau in Ecklage, reliefierte Fensterrahmung, Eckquaderung, Portal mit Windfang, Hoftorpfeiler mit Pinienzapfen (Krensheim)                        | BW |
|                | Gusseiserne Pumpe mit Steintrog        | Mittlere Straße 14 (neben) (Karte)    | 19. Jahrhundert           | Gusseiserne Pumpe mit Steintrog (Krensheim) | BW |
|                | Bildstockgehäuse                       | Neue Straße                           | 17./18. Jahrhundert       | Bildstockgehäuse (Krensheim) |    |
|                | Bildstock                              | Neue Straße 11 (neben) (Karte)        | 16. Jahrhundert           | Bildstock mit Kreuzigung | BW |
|                | Bildstock                              | Neue Straße 13 (vor)                  | 1868                      | Bildstock mit Marienkrönung, 1868 bez. |    |
|                | Wohnhaus                               | Neue Straße 19 (Karte)                | 1875                      | Massivbau mit Krüppelwalm, Eckquaderung und Gesimsbänder. Heiligennische. Neugotisches Portal mit Windfang seitlich, 1875 bez.                                                                   | BW |
|                | Wohnhaus                               | Neue Straße 25 (Karte)                |                           | Massivbau mit Krüppelwalmdach. Steintafeln mit Wappen IHS, MW und AS, 1833 bez. | BW |
|                | Kreuzschlepper                         | Neue Straße 28 (gegenüber)            | 1710                      | Kreuzschlepper, 1710 bez. |    |
|                | Kruzifix                               | Pfützenäcker (Gewann)                 | 1856                      | Bildstock mit 14 Nothelfern (Krensheim) |    |
|                | Bildstock                              | Schleifweg (Gewann)                   | 1901                      | Bildstock mit Hl. Familie/Wandel(Krensheim) |    |
|                | Mariensäule                            | Seestraße                             | 1892                      | Mariensäule, 1892 bez., Figur neuer |    |
|                | Bildstockgehäuse                       | Seestraße                             | 1777                      | Bildstockgehäuse, 1777 bez. |    |
|                | Wohnhaus                               | Seestraße 12 (Karte)                  | 1857                      | Wohnhaus. Massivbau mit Krüppelwalm, Eckquaderung und Gesimsbänder; zwei Heiligennischen und Tafeln, 1857 bez.                                                                                   | BW |
|                | Rathaus                                | Seestraße 16 (Karte)                  | 1. Hälfte 19. Jahrhundert | Rathaus. Massivbau mit Halbwalm und rundem Kellerbogen. 1. Hälfte 19. Jahrhundert | BW |
|                | Katholische Pfarrkirche                | Seestraße 18 (Karte)                  | 1753                      | Katholische Pfarrkirche St. Ägidius. Saalbau mit Eingangsturm und polygonalem Chor. 1753 angeblich von B. Neumann.                                                                               |    |
|                | Kruzifix                               | Seestraße 18 (bei)                    | wohl 18. Jahrhundert      | Kruzifix, 1806 bez., und Bildstock mit Pietà, wohl 18. Jahrhundert |    |
|                | Kriegerdenkmal                         | Seestraße 18 (bei)                    |                           | Kriegerdenkmal Erster und Zweiter Weltkrieg. Vor der Kirche das Kriegerdenkmal. In der Mitte steht ein Bildstock, rechts und links daneben sind an einer Wand Namenstafeln aus Stein angebracht. |    |
|                | Wohnhaus                               | Seestraße 26 (Karte)                  | 1835                      | Wohnhaus. Massivbau mit Krüppelwalmdach. Kreuzrelief und Tafeln mit Wappen, IHS PD, 1835 bez. | BW |
|                | Bildstockgehäuse                       | Straße nach Grünsfeld                 | 1618                      | Bildstockgehäuse, 1618 bez. |    |
|                | Bildstock                              | Straße nach Grünsfeld                 | wohl 18. Jahrhundert      | Bildstock mit Ecce Homo |    |
|                | Heiligenskulptur                       | Straße nach Unterwittighausen         | um 1900                   | Heiligenskulptur |    |
|                | Marienfigur                            | Uhlberger Weg (am)                    | 1902                      | Marienfigur (Krensheim) |    |
|                | Christusfigur                          | Uhlberger Weg (am)                    |                           | Christusfigur (Krensheim) |    |

### Kützbrunn
Bau-, Kunst- und Kulturdenkmale in Kützbrunn (⊙):
| Bild | Bezeichnung             | Lage                                         | Datierung                   | Beschreibung | ID |
| ---- | ----------------------- | -------------------------------------------- | --------------------------- | --- | -- |
|      | Doppelbildstock         | Frankenstraße, Fichtenweg (Karte)            | 1877                        | Doppelbildstock mit Pietà und 14 Nothelfer, 1877 bez. |    |
|      | Katholische Pfarrkirche | Frankenstraße 2 (Karte)                      | 1735                        | Katholische Pfarrkirche Heilige Dreifaltigkeit (lat. Ad Sanctissimam Trinitatem). Barocker Saalbau mit polygonalem Abschluss, 1735, verlängert 1959, und freistehender Turm von 1956. |    |
|      | Kriegerdenkmal          | Frankenstraße 2                              |                             | Kriegerdenkmal Erster und Zweiter Weltkrieg. An der Außenseite der Kirche Heilige Dreifaltigkeit befindet sich das Kriegerdenkmal. Eine aus schwarzem Marmor bestehende Gedenktafel. In der Mitte eine Inschrift und ein Umriss eines Stahlhelms mit Eichenlaub und einem Seitengewehr unterlegt. |    |
|      | Kruzifix                | Frankenstraße 2 (hinter)                     |                             | Kruzifix im Friedhof, 1820 bez. |    |
|      | Bildstock               | Frankenstraße 19 (vor) (Karte)               | 19. Jahrhundert             | Bildstock-Altar mit 14 Nothelfern, 19. Jahrhundert |    |
|      | Bildstock               | Gemeindegärtle (Gewann)                      | wohl um 1800                | Bildstock, wohl um 1800, 1953 wiedererrichtet |    |
|      | Fliegergrab             | K 2803 (Zimmern–Kützbrunn)                   |                             | Fliegergrab, in einem Wald am Rande der K 2803 gelegen |    |
|      | Kapelle                 | Kirchenäcker (Gewann), Frankenstraße (Karte) | wohl Anfang 20. Jahrhundert | Lourdesgrottenkapelle, wohl Anfang 20. Jahrhundert |    |
|      | Bildstock               | Oberholz (Gewann)                            | 1889                        | Bildstock mit Pietà, neugotisch, 1889 bez. |    |
|      | Bildstockgehäuse        | Stutzäcker (Gewann), Nähe Vockenberg         | 1796                        | Bildstockgehäuse, 1796 bez. |    |

### Paimar
Bau-, Kunst- und Kulturdenkmale in Paimar (⊙):
| Bild           | Bezeichnung    | Lage                            | Datierung       | Beschreibung                                                                                  | ID |
| -------------- | -------------- | ------------------------------- | --------------- | --------------------------------------------------------------------------------------------- | -- |
|                | Bildstock      | Am mittleren Weg (Gewann)       | 1798            | Bildstockgehäuse, 1798 bez.                                                                   |    |
|                | Kruzifix       | Am mittleren Weg (Gewann)       | 1900            | Kruzifix, 1900 bez.                                                                           |    |
|                | Bildstock      | An der Steig (Gewann)           | 19. Jh.         | Dreifaltigkeitsbildstock, 19. Jahrhundert                                                     |    |
|                | Kruzifix       | An der Steig (Gewann)           |                 | Kruzifix                                                                                      |    |
|                | Bildstock      | Bischofsheimer Straße 5 (Karte) | 1794            | Bildstock mit Marienkrönung, 1794 bez., neben Bischofsheimer Straße 5                         |    |
|                | Kriegerdenkmal | Friedhof                        |                 | Kriegerdenkmal. Im Vorbau der Aussegnungshalle hängt ein Holzkreuz, daneben zwei Steintafeln. |    |
|                | Kriegerdenkmal | Friedhof                        |                 | Kriegerdenkmal. Auf dem Friedhof steht ein Steinkreuz mit Figur, daneben ein Steinwürfel.     |    |
|                | Kruzifix       | Kreuz (Gewann)                  |                 | Kruzifix                                                                                      |    |
|                | Bildstock      | Krensheimer Straße (Karte)      | 18. Jahrhundert | Bildstockgehäuse, 18. Jahrhundert, an der Krensheimer Straße gelegen                          |    |
|                |                | Lindenstraße 22 (Karte)         | 19. Jahrhundert | Gusseiserner Wasserstock, 19. Jahrhundert, gegenüber Lindenstraße 22                          |    |
| Weitere Bilder | St. Laurentius | Lindenstraße 24 (Karte)         | 1829            | Katholische Pfarrkirche St. Laurentius, 1829 bez.                                             |    |
|                | Friedhofskreuz | Lindenstraße 24 (Karte)         | 1818            | Friedhofskreuz auf ehemaligem Friedhof, 1818 bez., bei Lindenstraße 24                        |    |

### Zimmern
Bau-, Kunst- und Kulturdenkmale in Zimmern (⊙):
| Bild           | Bezeichnung                                                                          | Lage                                                               | Datierung                 | Beschreibung | ID |
| -------------- | ------------------------------------------------------------------------------------ | ------------------------------------------------------------------ | ------------------------- | --- | -- |
|                | Hofanlage Bickelsgasse 2                                                             | Zimmern, Bickelsgasse 2 (Karte)                                    | 19. Jahrhundert           | Erhaltenswertes historisches Gebäude | BW |
|                | Relief                                                                               | Zimmern, Bickelsgasse 3 (Karte)                                    | wohl 16./17. Jahrhundert  | Relief eines Gekreuzigten, wohl 16./17. Jahrhundert Geschützt nach § 2 DSchG |    |
|                | Kleinbauernhaus Bickelsgasse 9a                                                      | Zimmern, Bickelsgasse 9a (Karte)                                   | um 1800                   | Erhaltenswertes historisches Gebäude | BW |
|                | Ruine                                                                                | Zimmern, Bickelsgasse (Karte)                                      | wohl 17. Jahrhundert      | Ruine der ehemaligen Zehntscheune, wohl 17. Jahrhundert. Aus Bruchsteinen gemauerte Umfassungswände mit Eckquaderung und zur Bickelsgasse gewandter Toröffnung, sowie Rest eines Okulus rechts oberhalb der Türöffnung Geschützt nach § 2 DSchG |    |
|                | Hofanlage Friedhofsweg 1                                                             | Zimmern, Friedhofsweg 1 (Karte)                                    | um 1800                   | Erhaltenswertes historisches Gebäude | BW |
|                | Lourdeskapelle                                                                       | Zimmern, Friedhofsweg 18 (Karte)                                   | 1898                      | Lourdeskapelle. Giebelständiger tonnengewölbter Massivbau von 1898. In Folge der Marienerscheinungen in Lourdes (Frankreich) 1858 erstanden vielerorts als religiöse Anmutung eine Grotte, stets im Stil der Grotte von Lourdes mit einer Replik der dortigen Marienfigur. So auch in Zimmern: Diese wurde im Jahre 1898 in unmittelbarer Nähe des Friedhofes als Gemeinschaftswerk vieler Zimmerner Bürger und unter Leitung von Maurermeister Heck errichtet. Geschützt nach § 2 DSchG |    |
|                | Friedhofsmauer Friedhofsweg                                                          | Zimmern, Friedhofsweg (Karte)                                      | 19. Jahrhundert           | Erhaltenswertes historisches Gebäude | BW |
|                | Kriegerdenkmal                                                                       | Zimmern, Friedhofsweg                                              |                           | Kriegerdenkmal Erster und Zweiter Weltkrieg. Das Kriegerdenkmal befindet sich auf dem Friedhof. Ein Steinkreuz, daneben ein Gedenkstein. |    |
|                | Bildstock                                                                            | Zimmern, Grünsfelder Straße 3 (vor) (Karte)                        | 1619                      | Bildstock mit Kreuzigung, über Pfeiler 1619 bez. Geschützt nach § 2 DSchG |    |
|                | Scheune Grünsfelder Straße 3a                                                        | Zimmern, Grünsfelder Straße 3a (Karte)                             | 1. Hälfte 19. Jahrhundert | Erhaltenswertes historisches Gebäude | BW |
|                | Wohnhaus Grünsfelder Straße 5                                                        | Zimmern, Grünsfelder Straße 5 (Karte)                              | 1. Hälfte 19. Jahrhundert | Erhaltenswertes historisches Gebäude | BW |
|                | Wohnhaus Grünsfelder Straße 7                                                        | Zimmern, Grünsfelder Straße 7 (Karte)                              | Ende 19. Jahrhundert      | Erhaltenswertes historisches Gebäude | BW |
|                | Hofanlage Grünsfelder Straße 8                                                       | Zimmern, Grünsfelder Straße 8 (Karte)                              | 1904                      | Erhaltenswertes historisches Gebäude | BW |
|                | Taglöhnerhaus Grünsfelder Straße 9                                                   | Zimmern, Grünsfelder Straße 9 (Karte)                              | 1. Hälfte 19. Jahrhundert | Erhaltenswertes historisches Gebäude | BW |
|                | Scheune Grünsfelder Straße 11a                                                       | Zimmern, Grünsfelder Straße 11a (Karte)                            | Ende 19. Jahrhundert      | Erhaltenswertes historisches Gebäude | BW |
|                | Hofanlage und Doppelwohnhaus                                                         | Zimmern, Grünsfelder Straße 12 (Karte)                             | Anfang 19. Jahrhundert    | Hofanlage. Doppelwohnhaus, massiv, zweigeschossig, Eckpilaster, Fensterrahmung mit Keilstein, Krüppelwalmdach, Gewölbekeller, Anfang 19. Jahrhundert und Scheune mit Keller, Erdgeschoss massiv, Obergeschoss Fachwerk, massiver Giebel gegen Wohnhaus, Krüppelwalmdach Geschützt nach § 2 DSchG |    |
|                | Hofanlage Grünsfelder Straße 13                                                      | Zimmern, Grünsfelder Straße 13 (Karte)                             | 1800                      | Erhaltenswertes historisches Gebäude | BW |
|                | Bildstock                                                                            | Zimmern, Grünsfelder Straße 13 (gegenüber) (Karte)                 | 1798                      | Bildstock mit Marienkrönung, 1798 bez. Geschützt nach § 2 DSchG |    |
|                | Wohnhaus Grünsfelder Straße 16                                                       | Zimmern, Grünsfelder Straße 16 (Karte)                             |                           | Erhaltenswertes historisches Gebäude | BW |
|                | Scheune Grünsfelder Straße 17                                                        | Zimmern, Grünsfelder Straße 17 (Karte)                             | 2. Hälfte 19. Jahrhundert | Erhaltenswertes historisches Gebäude | BW |
|                | Hofanlage Grünsfelder Straße 18                                                      | Zimmern, Grünsfelder Straße 18 (Karte)                             | 1913                      | Erhaltenswertes historisches Gebäude | BW |
|                | Wohnhaus mit Schmiede Grünsfelder Straße 20                                          | Zimmern, Grünsfelder Straße 20 (Karte)                             | Ende 19. Jahrhundert      | Erhaltenswertes historisches Gebäude | BW |
|                | Ehemaliges Schul- und Rathaus                                                        | Zimmern, Grünsfelder Straße 22 (Karte)                             | 1877                      | Ehemaliges Schul- und Rathaus. Zweigeschossiger Massivbau in Kalkstein mit Rotsandsteingliederungen, Mittelrisalit und Walmdach. 1877 bez. Geschützt nach § 2 DSchG |    |
|                | Doppelbildstock                                                                      | Zimmern, Gewann Hüttenäcker/K 2803 (Karte)                         | 1901                      | Doppelbildstock. Pietà und Dreifaltigkeit, 1901 |    |
|                | Bildstock                                                                            | Zimmern, Reuterspfad, Vilchbander Straße/K 2804                    | 1708                      | Bildstock mit Pietà, 1708 bez. |    |
|                | Wohnhaus Kirchgasse 2                                                                | Zimmern, Kirchgasse 2 (Karte)                                      | 1866                      | Erhaltenswertes historisches Gebäude | BW |
|                | Prozessionsaltar                                                                     | Zimmern, Kirchgasse 2 (neben) (Karte)                              | 1797                      | Prozessionsaltar mit Relief einer Marienkrönung, 1797 bez. |    |
|                | Katholische Pfarrkirche St. Margaretha                                               | Zimmern, Kirchgasse 4 (Karte)                                      | 1768                      | Katholische Pfarrkirche St. Margaretha. Saalbau mit polygonalem Chor und Eingangsturm, 1768 von Johann Michael Fischer aus Würzburg. Geschützt nach § 28 DSchG |    |
|                | Bildstock                                                                            | Zimmern, Kirchgasse 4 (bei) (Karte)                                | 18. Jahrhundert           | Bildstock aus Rotsandstein. Immaculata mit Christuskind auf gewundener Säule, 18. Jahrhundert Geschützt nach § 2 DSchG |    |
|                | Katholischer Pfarrhof                                                                | Zimmern, Kirchgasse 6 (Karte)                                      | 1809/10                   | Katholischer Pfarrhof, bestehend aus Pfarrhaus von 1809/10, einem verputzten, im Wesentlichen massiven Bau, und älterer Holzlege, einem Sichtfachwerkbau über giebelseitig erschlossenem Gewölbekeller, dazugehörig: Pfarrgarten mit Pfarrgartenmauer aus unregelmäßigen Kalksteinquadern Geschützt nach § 2 DSchG |    |
|                | Sockelgeschoss mit Rundbogenkellereingang und Massivknagge, Kellerbogen Kirchgasse 7 | Zimmern, Kirchgasse 7 (Karte)                                      | 160?                      | Geschützt nach § 2 DSchG | BW |
|                | Hofanlage Kirchgasse 19                                                              | Zimmern, Kirchgasse 19 (Karte)                                     | 1896                      | Erhaltenswertes historisches Gebäude | BW |
|                | Hofanlage Kirchgasse 21                                                              | Zimmern, Kirchgasse 21 (Karte)                                     | Ende 19. Jahrhundert      | Erhaltenswertes historisches Gebäude | BW |
| Weitere Bilder | Bahnhofsempfangsgebäude                                                              | Zimmern, Lagerhausstraße 4 (Karte)                                 | 1865                      | Bahnhofsempfangsgebäude, zweigeschossiges Hauptgebäude mit eingeschossigem Anbau im Osten, Putzbau mit Eckquaderungen, Gesimsen sowie Tür- und Fensterrahmen aus Buntsandstein, 1865 (Badische Odenwaldbahn) |    |
|                | Wohnhaus Mühlweg 12                                                                  | Zimmern, Mühlweg 12 (Karte)                                        |                           | Erhaltenswertes historisches Gebäude | BW |
|                | Wohnhaus Obere Gasse 1                                                               | Zimmern, Obere Gasse 1 (Karte)                                     | 1855                      | Erhaltenswertes historisches Gebäude | BW |
|                | Prozessionsaltar                                                                     | Zimmern, Obere Gasse 2 (neben), Ecke Bickelsgasse (Karte)          | 1764                      | Prozessionsaltar mit Dreifaltigkeit, 1764 bez. Geschützt nach § 2 DSchG |    |
|                | Wohnhaus Obere Gasse 3                                                               | Zimmern, Obere Gasse 3 (Karte)                                     | 1889                      | Erhaltenswertes historisches Gebäude | BW |
|                | Wohnhaus Turmgasse 2                                                                 | Zimmern, Turmgasse 2 (Karte)                                       | 2. Hälfte 19. Jahrhundert | Erhaltenswertes historisches Gebäude | BW |
|                | Gehöft                                                                               | Zimmern, Untere Gasse 2 (Karte)                                    | 1854/55                   | Gehöft von 1854/55. Wohnhaus. Massivbau mit Krüppelwalmdach, gequaderten Eckpilastern, Gesimsbändern und rundem Kellerbogen, am seitlichen Eingang Wappen und Jahreszahl 1855 und massive Doppeltennenscheune, KLM 1854 bez. Geschützt nach § 2 DSchG |    |
|                | Toranlage, Massivbau                                                                 | Zimmern, Untere Gasse 4 (Karte)                                    | 1859                      | Toranlage, Massivbau. 1859 bez. mit anschließender Muschelkalksteinmauer Geschützt nach § 2 DSchG |    |
|                | Hofanlage Untere Gasse 4/6                                                           | Zimmern, Untere Gasse 4/6 (Karte)                                  | 1855                      | Erhaltenswertes historisches Gebäude | BW |
|                | Gehöft Untere Gasse 5                                                                | Zimmern, Untere Gasse 5 (Karte)                                    | 1896                      | Erhaltenswertes historisches Gebäude | BW |
|                | Bildstockgehäuse                                                                     | Zimmern, Untere Gasse 5 (bei) (Karte)                              | 1869                      | Bildstockgehäuse, 1869 bez | BW |
|                | Kruzifix                                                                             | Zimmern, Vilchbander Straße/K 2804 (Karte)                         | 1908                      | Kruzifix, 1908 bez. | BW |
|                | Wohnhaus Vorstadtstraße 2                                                            | Zimmern, Vorstadtstraße 2 (Karte)                                  | Ende 18. Jahrhundert      | Erhaltenswertes historisches Gebäude | BW |
|                | Gehöft Vorstadtstraße 4, 4a                                                          | Zimmern, Vorstadtstraße 4, 4a (Karte)                              | 19. Jahrhundert           | Erhaltenswertes historisches Gebäude | BW |
|                | Bildstock                                                                            | Zimmern, Vorstadtstraße 4 (Karte)                                  | 1687                      | Teil eines Bildstocks, in die Straßenfassade des Hauses eingebaut, 1687 bez. Geschützt nach § 2 DSchG | BW |
|                | Wohnhaus Vorstadtstraße 5                                                            | Zimmern, Vorstadtstraße 5 (Karte)                                  | 1877                      | Erhaltenswertes historisches Gebäude | BW |
|                | Scheune Vorstadtstraße 7                                                             | Zimmern, Vorstadtstraße 7 (Karte)                                  | 19. Jahrhundert           | Erhaltenswertes historisches Gebäude | BW |
|                | Hofanlage Vorstadtstraße 8                                                           | Zimmern, Vorstadtstraße 8 (Karte)                                  | 1889                      | Erhaltenswertes historisches Gebäude | BW |
|                | Gehöft Vorstadtstraße 9                                                              | Zimmern, Vorstadtstraße 9 (Karte)                                  | um 1800                   | Erhaltenswertes historisches Gebäude | BW |
|                | Hofanlage Wittighäuser Straße 5                                                      | Zimmern, Wittighäuser Straße 5 (Karte)                             | 18??                      | Erhaltenswertes historisches Gebäude | BW |
|                | Mehrere traufständige Scheunengebäude Wittighäuser Straße 6                          | Zimmern, Wittighäuser Straße 6 (Karte)                             | Ende 19. Jahrhundert      | Erhaltenswertes historisches Gebäude | BW |
|                | Scheune Wittighäuser Straße 7a                                                       | Zimmern, Wittighäuser Straße 7a (Karte)                            |                           | Erhaltenswertes historisches Gebäude | BW |
|                | Bienenstockhäuschen Wittighäuser Straße Flurstück 165                                | Zimmern, Wittighäuser Straße Flurstück 165 (Karte)                 | 19. Jahrhundert           | Erhaltenswertes historisches Gebäude | BW |
|                | Kruxifix aus Betonstein Wittighäuser Straße, Ecke Vorstadtstraße                     | Zimmern, Wittighäuser Straße, Ecke Vorstadtstraße (Karte)          | Frühes 20. Jahrhundert    | Erhaltenswertes historisches Objekt | BW |
|                | Fußweg zwischen Kirchgasse und Grünsfelder Straße                                    | Zimmern, Fußweg zwischen Kirchgasse und Grünsfelder Straße (Karte) |                           | Erhaltenswerter historischer Fußweg | BW |